# Renodes phaeoscia
Renodes phaeoscia là một loài bướm đêm trong họ Erebidae.